# San Nicolás (Manila)
San Nicolás  es uno de los dieciséis distritos de la ciudad de Manila en la República de Filipinas.

## Geografía
Ubicado en la margen derecha del río Pasig, linda al norte y al oeste con Tondo; al sur con Intramuros y Puerto; al este con Binondo.

### Barangayes
San Nicolás se divide administrativamente en 15 barangayes o barrios, todos de  carácter urbano.

## Historia
A principios del siglo XIX formaba parte del Corregimiento de Tondo  en cuyo territorio se hallaba la plaza y ciudad de Manila.

Este distrito  mantiene sus casas solariegas del siglo XIX, principalmente de hacendados de  Silay en Negros Occidental y  también de Vigan.